# Le sacre du printemps

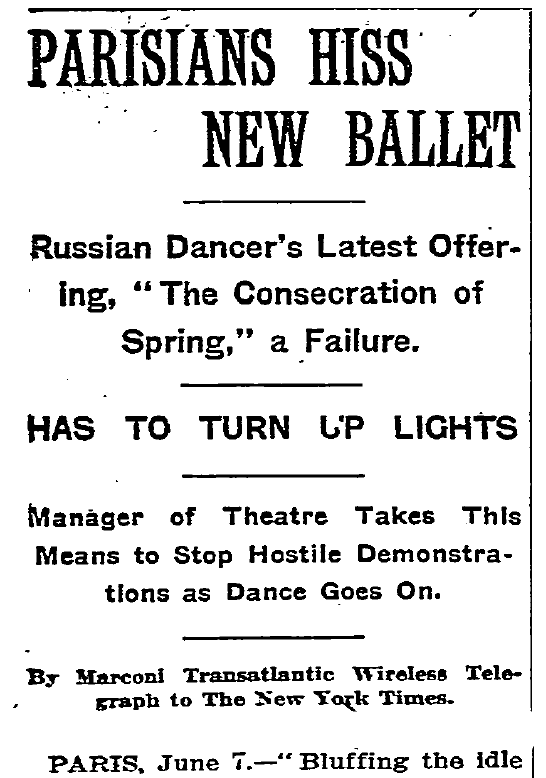
Die New York Times berichtet am 8. Juni 1913 von der Uraufführung:
„Pariser pfeifen das neue Ballett aus […] Intendant muss das Licht anschalten, um die feindseligen Proteste zu beenden, während der Tanz weitergeht.“

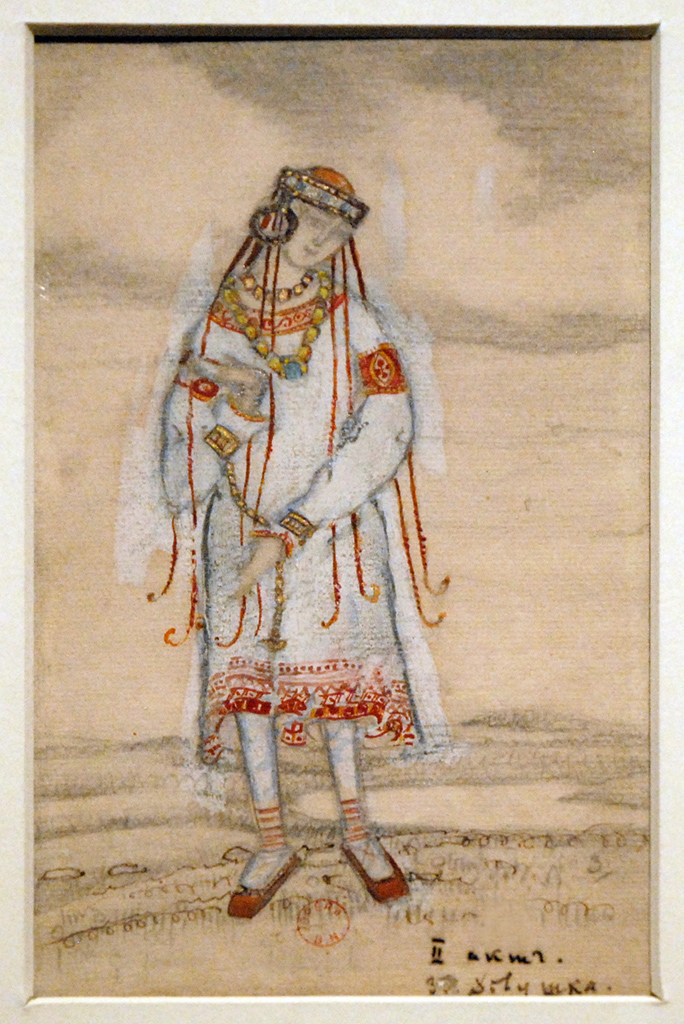
Originalkostüm von Nicholas Roerich für die Uraufführung

Le sacre du printemps. Tableaux de la Russie païenne en deux parties (dt.: Die Frühlingsweihe. Bilder aus dem heidnischen Russland in zwei Teilen; häufig auch Das Frühlingsopfer) ist die 1913 komponierte dritte der drei großen Ballettmusiken für großes Orchester, die Igor Strawinsky vor dem Ersten Weltkrieg für die Ballets Russes von Sergei Djagilew komponiert hat. Es gilt aufgrund außergewöhnlicher rhythmischer und klanglicher Strukturen als ein Schlüsselwerk der Neuen Musik, das zugleich wegen seiner zahlreichen Dissonanzen und wegen mehrfacher schneidend-scharfer Einwürfe im Gegensatz zu den ersten beiden Ballettmusiken Strawinskys beim Publikum überwiegend Missfallen erregte.

## Anlass und Entstehung
Die Entstehung des Werkes ist kaum denkbar ohne Djagilew und seine „Ballets Russes“, die 1909 bis zum Ausbruch des Ersten Weltkriegs in Paris ein Motor der künstlerischen Avantgarde waren. Djagilew war es, der Strawinsky nach Paris holte, um die Musik für Der Feuervogel zu komponieren, nachdem der zunächst damit betraute Anatol Liadow zeitlich in Verzug geraten war. Der Erfolg des Balletts begründete fast über Nacht Strawinskys Weltruhm, an den er auch mit Petruschka, der zweiten Ballettmusik für Djagilew, anknüpfen konnte. Zu der Zeit hatte Strawinsky längst eine Vision für ein weiteres Ballett:

„Als ich in St. Petersburg die letzten Seiten des ,Feuervogels‘ niederschrieb, überkam mich eines Tages – völlig unerwartet, denn ich war mit ganz anderen Dingen beschäftigt – die Vision einer großen heidnischen Feier: Alte angesehene Männer („Die Weisen“) sitzen im Kreis und schauen dem Todestanz eines jungen Mädchens zu, das zufällig ausgewählt wurde und geopfert werden soll, um den Gott des Frühlings günstig zu stimmen. Das wurde zum Thema von ,Le Sacre du printemps‘.“

1911 war Strawinsky nach Russland gereist und hatte auch die Künstlerkolonie Talaschkino besucht, wo er Material sammelte, Volkslieder notierte und mit dem Bühnenbildner Nicholas Roerich die Geschichte von einem Frühlingsfest russischer Stämme entwarf.

## Orchesterbesetzung und Dauer
Das Orchester besteht aus fünf Flöten (dritte auch, vierte nur Piccolo, fünfte Altflöte), fünf Oboen (vierte auch, fünfte nur Englischhorn), fünf Klarinetten (drei in A und B, dritte auch, fünfte nur Bassklarinette, vierte in Es und D), fünf Fagotten (viertes auch, fünftes nur Kontrafagott), acht Hörnern (siebtes und achtes auch Tenor-Wagnertuba), fünf Trompeten (vier in C, vierte auch Basstrompete in Es, fünfte in D), drei Posaunen (dritte Bassposaune), zwei Basstuben, fünf Pauken (zwei Spieler), Schlagwerk (Große Trommel, Tamtam, Triangel, Tamburin, Becken, Crotales („antike Zimbeln“) in As und B, Guiro) und Streichern.
Eine Aufführung dauert etwa 35 Minuten.

## Skandal bei der Uraufführung
Die Uraufführung fand am 29. Mai 1913 im neu erbauten Théâtre des Champs-Élysées in Paris statt, nachdem  genau zwei Wochen zuvor durch Djagilews Balletttruppe in Nijinskys Choreographie bereits Debussys Jeux mit negativem Erfolg uraufgeführt worden war. Während Djagilew sich wohl insgeheim einen Theaterskandal erhoffte, rechneten die Mitwirkenden, Strawinsky eingeschlossen, offenbar nicht damit. Aber schon nach der Generalprobe sah der Kritiker des  L’Écho de Paris, Adolphe Boschot, mögliche Proteste voraus; er sei neugierig, wie das Publikum das Werk aufnehmen werde, und vermute, dass es negativ reagieren werde, weil es vielleicht den Eindruck gewinnen könnte, verspottet zu werden.
Bei der Uraufführung selbst gab es bereits bei  der Eröffnungsmusik Gelächter, vom ersten Ton des sehr hohen Fagottsolos an. Dies verstärkte sich dann zum Tumult, als  wenig später die Tänzer mit ekstatischen Stampfbewegungen auftraten. Es war der stoischen Ruhe des Dirigenten Pierre Monteux zu verdanken, dass die Aufführung überhaupt zu Ende gespielt werden konnte.
Die Vorgänge wurden in vielen Augenzeugenberichten festgehalten, unter denen die von Igor Strawinsky selber und von Jean Cocteau immer wieder zitiert werden. Die stürmische Entrüstung hielt an, sodass das Spektakel eine Woche nach der Premiere der New York Times einen Artikel wert war: „Pariser pfeifen das neue Ballett aus / Neuestes Werk des russischen Tänzers: ‚Das Frühlingsopfer‘, ein Reinfall“. Die Zeitung zitierte zunächst den Kulturkritiker Alfred Capus des Figaro, der sich über das reiche, versnobte, kritikunfähige Ballettpublikum von Paris lustig machte und feststellte, dass man ihm dennoch nicht alles bieten könne. Denn die Primitivität von Nijinskis Inszenierung des Sacre sei selbst diesen eitlen, bornierten Zeitgenossen unangenehm aufgefallen, sodass sie ihrem Unmut mit Pfiffen Luft machten:

„Die Bühne repräsentierte die Menschheit: Rechts pflücken starke junge Leute Blumen, während eine 300 Jahre alte Frau wie wahnsinnig herumtanzt. Am linken Bühnenrand studiert ein alter Mann die Sterne, während hier und da dem Gott des Lichtes Opfer gebracht werden. Das konnte das Publikum nicht schlucken. Es pfiff das Stück umgehend aus. Vor einigen Tagen hätte es vielleicht applaudiert. Die Russen, die nicht besonders vertraut mit dem Anstand und den Gepflogenheiten der Länder sind, die sie besuchen, wussten nicht, dass die Franzosen ohne weiteres anfangen zu protestieren, wenn die Dummheit ihren Tiefpunkt erreicht hat.“

Die Times machte Capus für die über mehrere Vorstellungsabende anhaltenden Proteststürme verantwortlich; er habe die Stimmung aufgeheizt. Igor Strawinsky – hier erstmals in der amerikanischen Tageszeitung überhaupt erwähnt – sagte, der Aufstand sei ein schwerer Schlag gegen das Stück, und die sensiblen russischen Tänzer seien möglicherweise außer Stande, die Vorstellungsreihe fortzusetzen.

„Das ist offenbar alles, was man uns gibt, nach 100 Probedurchläufen und einem Jahr harter Arbeit. Zweifellos wird man eines Tages verstehen, dass ich einen Überraschungscoup auf Paris gelandet habe, Paris aber unpässlich war. Bald wird es seine schlechte Laune vergessen.“

Auch wenn der Skandal Strawinsky endgültig zur Berühmtheit machte, verletzte ihn die Reaktion sehr, und er gab nicht zuletzt Nijinsky die Schuld, der in seinen Augen den Sacre choreografisch nicht bewältigt  habe. Der große Erfolg, den das Werk dann in der „konzertanten Aufführung“, ebenfalls unter Pierre Monteux, 1914 hatte, scheint Strawinsky auch recht zu geben, wobei sich allerdings die Einstellung des Publikums zu den Herausforderungen von Strawinskys Musik (siehe unten) schon dadurch geändert haben kann, dass es darauf gefasst war.

## Stellung in Strawinskys Gesamtwerk
Die drei Ballette zeigen Strawinskys Weg, von den Stilmitteln des Impressionismus eines Claude Debussy ausgehend mehr und mehr zu einem scharfen „expressionistischen“ Klangeindruck zu kommen. Auch die Orchesterbehandlung entwickelt sich zu immer selbstbewussteren Experimenten mit den Möglichkeiten in der Instrumentation. Das thematische Material bezieht Strawinsky aus Sammlungen osteuropäischer Volkslieder. Der Sacre repräsentiert zudem im bisherigen Werk Strawinskys die kompromissloseste „Modernität“. Den hier eingeschlagenen Weg verfolgt Strawinsky vor allem in Les Noces, einer stilisierten russischen Bauernhochzeit, und in L’histoire du soldat, deren Sujet der Märchensammlung von Nikolai Afanassjew entlehnt ist, weiter. Das letztere Werk enthält aber bereits eine unverkennbare Tendenz zur Verfremdung traditioneller Genres wie Marsch, Choral, Walzer oder Tango und bedeutet damit zugleich auch die Abkehr von explizit „russischem“ Material. Mit dem Ballett Pulcinella, das ausschließlich auf italienischer Barockmusik, größtenteils von Giovanni Battista Pergolesi, beruht, wendet sich Strawinsky dem sogenannten  Neoklassizismus zu. Die Abkehr vom riesenhaften Orchester ist dabei auch äußeren Umständen geschuldet, die die Möglichkeiten, für großes Orchester zu komponieren, vorübergehend einschränkten. Am meisten bewahrt sich im späteren Werk seine Harmonik, die aus gegeneinander strebenden Dreiklangschichten aufgebaut wird, auch wenn sie in dieser Dichte nicht mehr vorkommen wird.

## Handlung
Das Ballett beschreibt ein Frühlingsopfer im heidnischen Russland. In diesem Ritual wird eine Jungfrau dem Frühlingsgott zur Versöhnung geopfert. Das Ballett teilt sich in zwei Teile. Im ersten Teil, der Anbetung der Erde, wird das rituelle Opfer vorbereitet: Verschiedene Stämme kommen zusammen. Das eigentliche Opfermotiv ist in diesem ersten Teil noch ausgespart, stattdessen werden die rivalisierenden (Kampf-)Spiele zwischen den Stämmen und Geschlechtern dargestellt und vertont. Erst im zweiten Teil, überschrieben mit Das Opfer, wird der Blick auf das Schicksal einer einzelnen, auserwählten Jungfrau fokussiert, die sich nach einem Verherrlichungs- und Ahnenritual zu Tode tanzt.
Strawinsky selbst meinte dazu:

„Im ‚Sacre du Printemps‘ wollte ich die leuchtende Auferstehung der Natur schildern, die zu neuem Leben erweckt wird […], die Auferstehung der ganzen Welt.“

### Teil 1:Die Anbetung der Erde

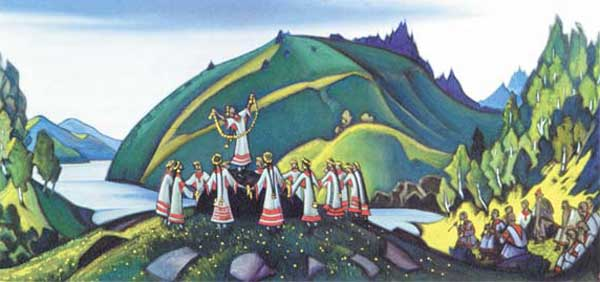
Roerichs Entwurf zu Teil 1 des Balletts, mit Bühnenbild und Mädchengruppe

Die Introduktion zum ersten Teil überrascht durch ein hohes Fagottsolo, zu dem sich nach und nach die übrigen Holz- und Blechbläser gesellen. Anfangs ruhig, steigert sich das Klanggeschehen zu einem undurchschaubaren Vorhang von Klangfetzen, der plötzlich abreißt. Das anfängliche Fagottsolo schwebt, nun einen Halbton nach unten transponiert, in der Leere. Aus einem ruhigen Übergang bricht jäh das zweite Stück, die Vorboten des Frühlings – Tanz der jungen Mädchen, mit hämmernden Streichern und zerbrochener Rhythmik hervor. Heftige Einwürfe von Blechbläsern zerreißen immer wieder die Luft; überraschend kommt der Wirbel zum Erliegen, während Pauken und große Trommel sich krachend hervortun.
Nach diesem Einschnitt staut sich die Stimmung erneut auf und mündet in ein rasendes Durcheinander, das unmittelbar in die Entführungsspiele übergeht. Wuchtige Schläge der großen Trommel und markante Paukenrhythmen dominieren diesen straffen Teil. An ihn schließt sich eine flatternde Überleitung an, bestehend aus Streichern und Tutti-Einwürfen des Orchesters. Sie kommt nach vier Schlägen zum Erliegen und macht Platz für eine ruhige Klarinettenmelodie, die durchgehend von Trillern in den Flöten untermalt wird. Diese Phase der Entspannung wird anschließend von den Frühlingsreigen aufgegriffen. Sie verkehren die vorangehende Heiterkeit in schwere, düstere Rhythmik; diese wird – mehr symbolisch denn tatsächlich hörbar – von Mezzoforte-Schlägen der großen Trommel auf den Hauptzählzeiten untermalt. Das Thema, das nur aus einem dreifach wiederholten Akkord mit ansteigender Bassuntermalung besteht, wird von den Streichern zu den Blechbläsern und wieder zurückgegeben, ohne seine Dynamik zu verändern. Dann brechen ohne Vorwarnung die Pauken durch und peitschen das Thema jäh zum Tutti-Fortissimo hoch, das die vorherige düstere Grundstimmung zur Rage verwandelt. Schrill verbeißen sich die Blechbläser in das Thema, während die Pauken immer wieder mit ihren vier heftigen Crescendo-Schlägen das Orchester vorantreiben.
Gerade als sich das Thema zu erschöpfen beginnt, schließt sich die bereits vorher gehörte Überleitung etwas variiert an und bricht auch hier wieder in die Klarinettenmelodie zusammen. Anders als zu Beginn der Frühlingsreigen jedoch könnte der Kontrast durch die folgenden Spiele der rivalisierenden Stämme, die plötzlich einsetzen, nicht krasser sein: Auftakt und hervorstechendes Merkmal dieses Stückes sind die Pauken, die mit unbarmherziger Härte und quasi solistisch eine Tonfolge hämmern. Das parallel entwickelte Thema des Orchesters mündet nach kurzer Verarbeitung und einem vorläufigen Höhepunkt in spannungsgeladene, langgezogene Töne der tiefen Blechbläser. Gleichzeitig setzt die große Trommel mit wuchtigen Akzenten und eigensinnigem Rhythmus ein: Unbeirrbar setzt sie einen Dreivierteltakt gegen den übrigen Viervierteltakt. Dieses Beharren auf dem eigenen Metrum und das Hinzutreten des Tam-Tam in der bis zum Zerreißen gespannten Atmosphäre bereitet die Prozession des alten Weisen vor, die mit schneidenden Schreien der Trompeten einsetzt. Im selben Moment, da dieses roh klingende Tutti hervorbricht, wechselt der Takt zu 6/4. Die dominierenden Blechbläserstimmen sind darin synkopisch verschoben, und das Schlagwerk stolpert in Duolen und Quartolen unter dem Metrum. Die Krönung bildet die Verwendung eines Guiro, einer Ratschgurke, als Orchesterinstrument. Es untermalt das wirbelnde Geschehen der Blechbläser mit gleichmäßiger, nervenzerfetzender Geräuschkulisse.
Nachdem die Prozession jäh abgebrochen ist, herrscht für einen Moment Ruhe – der Kuss der Erde wird mit tiefen, ruhigen Liegetönen der Fagotte, Pizzicati im Solo-Kontrabass und verhaltenen Schlägen auf der Pauke untermalt, während sich der alte Weise auf die Knie herablässt und die Erde küsst. Gebannt und regungslos bleibt die Kulisse, bis dieses Ritual vollbracht ist. Dann leitet ein Wirbel der großen Trommel den Tanz der Erde ein, der mit stetigen Pauken, scharfen Crescendi des Tam-Tam und einem „aufwärts stolpernden“ Orchester auf einen Höhepunkt zustrebt, diesen erreicht und jäh abreißt. Die drückende Stille verkündet das Ende des ersten Teils.

### Teil 2:Das Opfer

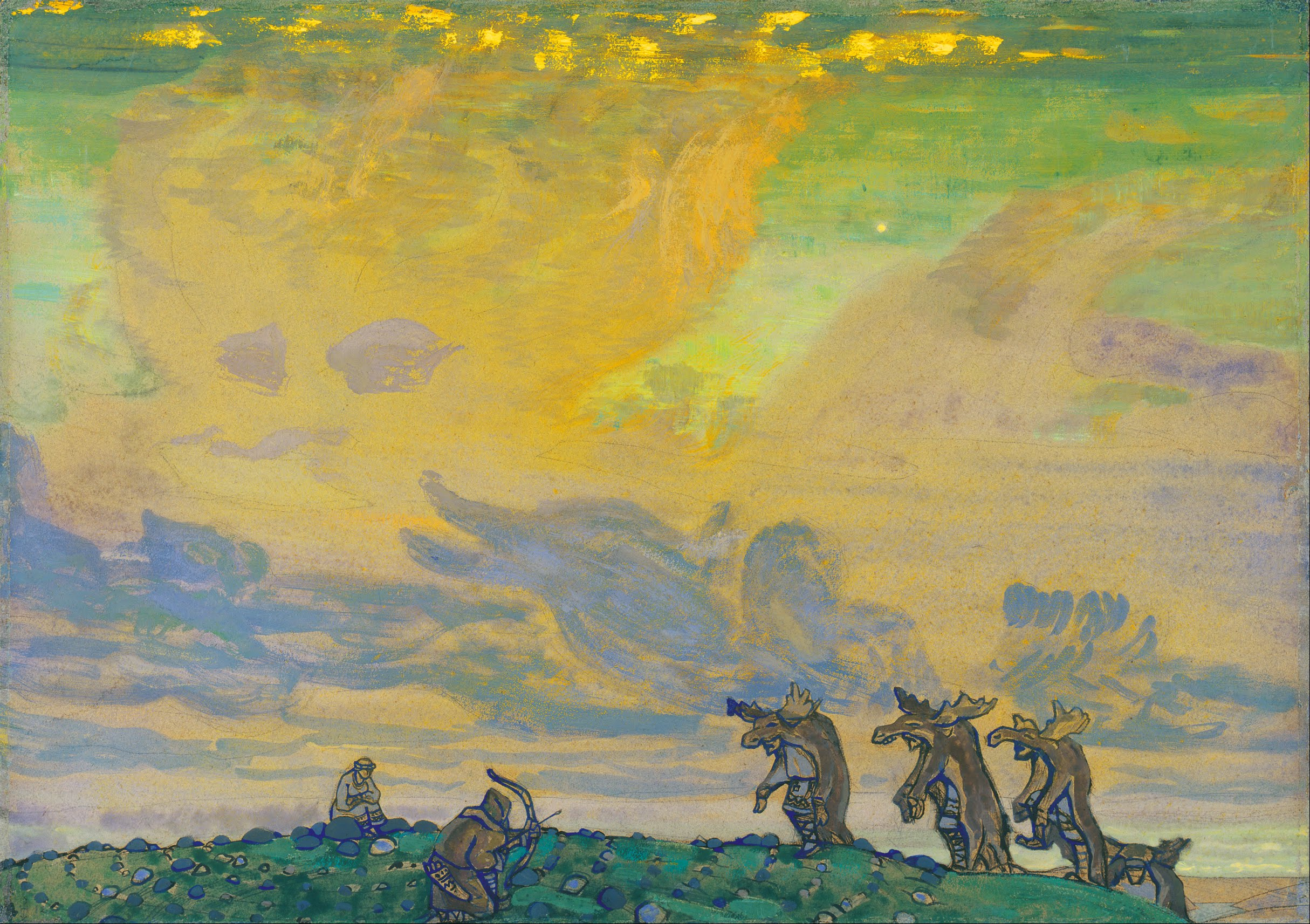
Originalbühnenbild von Nicholas Roerich zum zweiten Teil des Balletts

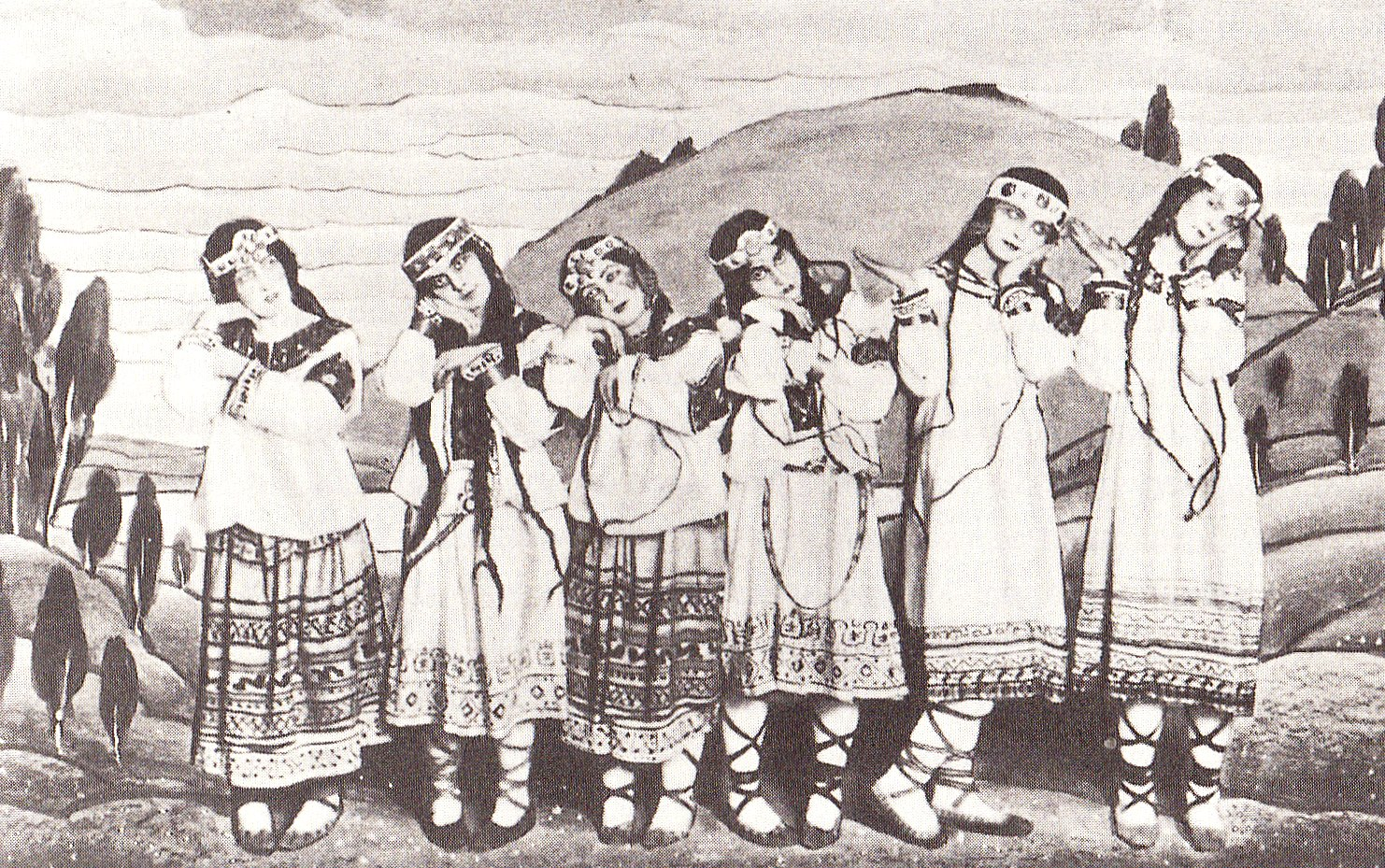
N. Roerich: Mädchengruppe zu Beginn des Balletts. Eine darunter wird am Ende das Opfer, das sich zu Tode tanzen muss (siehe unten, Gala Teil 1)

Die Introduktion zum zweiten Teil beginnt mit gequälten Orchesterpassagen. Ruhig, aber lamentierend wird ein Thema entwickelt, das eine Weile lang mit teils karger Orchestrierung im Verdeckten gehalten und im darauf folgenden Mystischen Reigen der jungen Mädchen von den Violen im sechsfachen Divisi aufgegriffen und weitergesponnen wird, bis die Holzbläser eine zweite, zarte Melodie einzuwerfen wissen. Ohne sich gegenseitig zu durchdringen, werden beide Themen beibehalten. Plötzlich wagen gedämpfte Hörner einen Einwurf, der das erste Mal ohne Erfolg bleibt, beim zweiten Mal jedoch das Orchester in einem aufwärts gerichteten Crescendo kollabieren lässt.
Es folgen elf kraftvolle Schläge des Schlagwerks und der Streicher, die die Verherrlichung der Auserwählten einleiten: Eines der vorher tanzenden jungen Mädchen wird plötzlich in die Mitte des Kreises gestellt und zum Opfer erwählt. Die Darstellung dieses Rituals findet kaum Zeit zur Entwicklung nennenswerter Themen. Klangfetzen und wiederholte Motive bauen die Kulisse dieses zerstörerisch anmutenden Teils auf, der nach der mehrminütigen Ruhe zum alten Stil des Sacre zurückführt. Zwischenzeitlich zieht er sich in ein unterdrücktes Pizzicato der Streicher zurück, während die Pauken mit einer markanten Repetition Platz finden. Dann jedoch kehrt er zurück zu seinem Anfang und vollzieht ein zweites Mal die gleiche Abfolge von Rhythmen und bruchstückhaften Motiven.
Plötzlich gerät dieses Ritual ins Stocken. Das Orchester zerschlägt in der Anrufung der Ahnen mit langgezogenen, dumpfen Bassstimmen, mit Wirbeln und Schlägen der großen Trommel und der Pauken die Stille. Das einzelne Thema dieses Abschnitts ist markant; es beschränkt sich auf rhythmisch charakteristische Sekundschritte. Nach einem letzten Aufbäumen sinkt die brutale Dynamik in sich zusammen und leitet die Rituelle Handlung der Ahnen ein, die mit Tamburinschlägen und Aufwärtsskalen tiefer Holzbläser beginnt. Die verhaltene, unheimliche Stimmung wird durch ein einfaches Thema in gedämpften Trompeten unterstützt. Mit gesteigerter Dynamik wird es von der gesamten Blechbläsergruppe intoniert. Eine gedehnter Zwischenteil verzögert die Entwicklung kurz, bis schließlich das gesamte Orchester in einem kraftvollen, pulsierenden Stampfen das Hauptthema zum Höhepunkt treibt. Dann fällt es in die verhaltene Stimmung zusammen, die zu Beginn des Stückes herrschte.
Nach einer kurzen tiefen Überleitung der Klarinetten beginnt das eigentliche und finale Opfer: Die Auserwählte, die ihre eigene Anbetung und die Ahnenbeschwörung bis dahin noch regungslos als Mittelpunkt aller Handlung verfolgt hat, beginnt ihren Opfertanz. Zuerst zeigt dieser noch eine zerbrochene Rhythmik. Das Thema wird hauptsächlich durch scharfe Crescendi des Orchesters und rhythmisch markante Terzen in den Pauken aufgebaut. Nach einer ersten vollständigen Entwicklung dieses Themas fällt die Stimmung erneut zusammen. Die chaotisch rhythmische Struktur des Stückes bleibt erhalten, indem ein gleichbleibender Streicherakkord ohne erkennbare Ordnung mit Pausen aneinandergereiht wird. Ein schneidender Einwurf der Trompeten und Posaunen gipfelt in harten Paukenschlägen, die an jene in den Vorboten des Frühlings im ersten Teil erinnern.
Streicherakkorde und Einwürfe werden mit wechselnder Dynamik weiterentwickelt, bis das Orchester nach einem wirbelnden Höhepunkt urplötzlich zum Stillstand kommt. Es schließt sich erneut der Tanz der Auserwählten an, einen Halbton nach unten transponiert ähnlich der Introduktion des ersten Abschnitts. Obwohl der Beginn des Opfers bereits den Höhepunkt des Chaos darzustellen scheint, indem sich beispielsweise im Tanz der Auserwählten unmittelbar 2/8- mit 3/8- und 5/16-Takten abwechseln, wird bei der nun folgenden zweiten Hälfte des Opfertanzes klar, dass bis dahin mehr der Ritus als das Menschenopfer dominierte. Es folgt ein verheerendes Tutti, in dem das Schlagwerk mit erbarmungslosem Einsatz eine Kulisse von Vernichtung schafft. Themenfetzen des vorherigen Opfertanzes sind noch enthalten, doch sie haben nicht mehr die sachliche, rituelle Bedeutung wie noch zu Beginn, sondern charakterisieren in ihrer puren Ekstase nunmehr tatsächlich das Opfer, den gewollten und selbst herbeigeführten Tod des Mädchens. Scheinbar erschöpft bricht das Orchester nach kurzer Zeit etwas zusammen, staut sich erneut auf und wird von durchgehenden Schlägen des Schlagwerks in einem finalen Crescendo zu einem Höhepunkt getrieben. Eine einzelne Flötenstimme hält die Spannung der jähen Unbeweglichkeit noch für einen Moment und löst sich dann selbst auf. Ein mächtiger Tutti-Schlag des gesamten Orchesters stellt den barbarischen Schluss des gesamten Werkes dar: Das junge Mädchen bricht tot zusammen.

## Kompositorische Besonderheiten
Viele Kennzeichen des Sacre lassen sich bereits an den Anfangstakten des Danse des Adolescentes (dt.: „Tanz der jungen Mädchen“) demonstrieren.

### Polytonalität
Ansätze zu einer Polytonalität, die schon Debussy in seinem Werk verfolgte, werden bei Strawinsky seit dem vorangehenden großen Ballett Petruschka, 1911, zu einem konsequenten harmonischen Prinzip. Charakteristisch ist hier der Zusammenklang von Durdreiklängen im Tritonusabstand (v. a. C-Dur und Fis-Dur).
In Le sacre du printemps wird dieses Prinzip weiter entwickelt: Dur- und Mollakkorde mit gleichem Grundton werden übereinander geschichtet, Septakkorde und ihre Umkehrungen in die Schichtungen einbezogen oder zwei Molltonarten im Halbtonabstand übereinandergelagert. Bei dem exzessiv wiederholten Streicherakkord des Danse des Adolescentes handelt es sich um eine Kombination aus E-Dur (in der Partitur enharmonisch umgedeutet nach „Fes-Dur“) und der ersten Umkehrung eines Es-Dur-Septakkordes.
Der Akkord kann auch als zwei aufeinander folgende Septakkorde beschrieben werden, die den Ton e♭ gemeinsam haben bzw. die miteinander einen Tredezimakkord bilden:
Eine andere Methode ist die Parallelverschiebung eines dissonanten Akkordes über die Töne einer in der Regel diatonischen Tonleiter.
Charakteristisch ist, dass im Sacre zwar eine dissonanzenreiche Harmonik entsteht, allerdings ganz in impressionistischer Tradition der konsonante Anteil betont wird, indem beispielsweise in Lage und Instrumentation die einzelnen Dreiklänge heraushörbar bleiben oder indem Hauptthemen in Terzen erscheinen, die sich einer diatonischen Tonleiter zuordnen lassen. Le sacre du printemps gilt insoweit auch nicht als atonales Werk im Sinne von Arnold Schönbergs Klavierstück op. 11/3.

### Polyrhythmik und Polymetrik
Ein weiteres zentrales Element ist die Übereinanderschichtung verschiedener Rhythmen, die Polyrhythmik. Dabei spielen verschiedene Instrumente gleichzeitig gegenläufige Rhythmen, die zum Teil auch in verschiedenen Taktarten notiert sind (Polymetrik). Strawinsky setzte diese Technik bereits in früheren Werken (z. B. Petruschka) ein.

### Klangliche und motivische Schichtung
Der Eindruck des „Primitiven“ im Sinne von „vorzeitlich“ wird oft durch die Übereinanderschichtung von sich ständig wiederholenden musikalischen Motiven (Ostinati) erzeugt. Ein Ostinato der tiefen Instrumente wird nach und nach von immer weiteren Ostinati anderer Instrumentengruppen überlagert, zu denen dann gelegentlich auch eine dominierende Melodie tritt (siehe hierzu die Beschreibung von Rondes printanières [dt.: „Frühlingsreigen“]). Auch diese entwickelt oft genug ostinaten Charakter, indem sie irgendwann nur noch um sich selbst zu kreisen scheint. Diese Technik  ersetzt eine motivische Entwicklung im Sinne traditioneller Sinfonik und wirkt dieser gegenüber – ganz dem Sujet entsprechend – formal wesentlich ursprünglicher.

### Verwendung von osteuropäischen Volksweisen
Strawinsky behauptete, dass lediglich das Fagottsolo des Anfangs auf eine litauische Volksweise zurückgehe. Tatsächlich ließ sich nachweisen, dass eine beträchtliche Anzahl der verwendeten Melodien ihren Ursprung in einer von Nikolai Rimski-Korsakow herausgegebenen Sammlung osteuropäischer Volksmelodien haben und Strawinsky dies aus unbekannten Gründen leugnete.

## Choreografien
Die Choreografie der Uraufführung 1913 stammt von Nijinsky.
Viele Choreografen haben den Sacre in einer eigenen Choreografie herausgebracht, unter anderen waren dies Léonide Massine (1920; 1930, mit Martha Graham), Mary Wigman (1957), Maurice Béjart (1959), Glen Tetley (1974), Pina Bausch (1975), Mats Ek (1984), Angelin Preljocaj (2001), Uwe Scholz (2003), Emanuel Gat (2004), Wang Xinpeng (2009), Chris Haring (2010, Sacre – The Rite Thing) und Mario Schröder (2018). Im Jahre 1987 haben Millicent Hodson und Kenneth Archer für das Joffrey Ballet eine Rekonstruktion der Erstaufführung versucht.
Das Theater der Klänge inszenierte Le Sacre du Printemps 1999 als Reaktion auf den Kosovokrieg unter dem Titel „Das Frühlings-Opfer“. Gegenstand der Handlung war auch hier die Opferung eines jungen Mädchens, aber nicht wie im Original durch „weise alte Männer“, sondern durch junge Freischärler in einer gesetzlosen Situation. Die Musik von Strawinsky wurde für den ersten Teil des Stücks in einer elektronischen Neufassung des Komponisten und Regisseurs J. U. Lensing eingespielt, für den zweiten Teil wurde die Originalmusik von Strawinsky, von ihm selbst 1960 dirigiert für das Columbia Symphony Orchestra eingespielt.
2006 begleitete der Dokumentarfilmer Ralf-Peter Post die Entwicklung der Abschiedsvorstellung von Stephan Thoss, seinerzeit Choreograf an der Staatsoper Hannover, von den ersten als Skizzen gezeichneten Schrittfolgen über das Training mit dem Ballett-Ensemble bis zur Premiere: Der Film Der Choreograf Stephan Thoss und Le Sacre du Printemps wurde 2007 im ZDF-Theaterkanal erstmals ausgestrahlt.
Am 29. Mai 2013 wurde im Pariser Théâtre des Champs-Élysées das hundertjährige Jubiläum der Erstaufführung gefeiert. Aus diesem Anlass wurde vom Ballett und Orchester des Sankt Petersburger Mariinski-Theaters unter der musikalischen Leitung von Valery Gergiev die von Hodson und Archer rekonstruierte Erstfassung Nijinskys aufgeführt. Im Programm folgte darauf eine neue Choreografie des Sacre du Printemps von Sasha Waltz. Der Kultursender arte übertrug die Aufführung live aus Paris.

## Diskografie (Auswahl)
- Pierre Monteux, der Dirigent der Uraufführung, hat das Werk vier Mal aufgenommen:
  - Orchestre symphonique de Paris (His Master’s Voice) – 1929 (Erste Gesamtaufnahme)
  - San Francisco Symphony Orchestra (RCA) – 1945 (Schellackplatten)
  - Boston Symphony Orchestra (RCA) – 1951 (7″-45rpm-Vinylplatten; 1952 auf einer Langspielplatte wiederveröffentlicht)
  - Orchestre de la Société des Concerts du Conservatoire (RCA Victor, später Decca) – 1957 (Stereoaufnahme)
- Igor Strawinsky, der Komponist des Werkes, hat dieses drei Mal aufgenommen:
  - Walter Straram Concerts Orchestra (Columbia) – 1929 (kurz nach Monteux)
  - Philharmonic-Symphony Orchestra of New York (Columbia) – 1940 (Schellack; 1949 auf Vinyl wiederveröffentlicht)
  - Columbia Symphony Orchestra (Columbia) – 1960 (Langspielplatte, stereo)
- Igor Markevitch, Philharmonia Orchestra (EMI HMV) – 1959
- Karel Ančerl, Tschechische Philharmonie (Supraphon) – 1960
- Pierre Boulez:
  - Orchestre National de la R.T.F. (Concert Hall) – 1964
  - Cleveland Orchestra (Columbia) – 1969
  - Cleveland Orchestra (Deutsche Grammophon) – 1992
- Leonard Bernstein, London Symphony Orchestra (Columbia/CBS) – 1972
- Herbert von Karajan, Berliner Philharmoniker (DG) – 1977
- Riccardo Muti, Philadelphia Orchestra (EMI) – 1979
- Seiji Ozawa, Boston Symphony Orchestra (Philips) – 1979
- Antal Dorati, Detroit Symphony Orchestra (Decca) – 1981
- Wladimir Fedossejew, Moskauer Radio-Symphonieorchester (Melodija) – 1981 (Digitalaufnahme; 1984 auf Japan-CD {JVC} veröffentlicht)
- Riccardo Chailly, Cleveland Orchestra (Decca) – 1986
- Daniel Barenboim, Orchestre de Paris (Erato) – 1987
- Rafael Frühbeck de Burgos, London Symphony Orchestra (Collins) – 1988
- Simon Rattle, City of Birmingham Symphony Orchestra (EMI) – 1988
- Esa-Pekka Salonen, Philharmonia Orchestra (Sony) – 1990
- Péter Eötvös, Junge Deutsche Philharmonie (BMC Records) – 2004
- François-Xavier Roth, Les Siècles (Musicales Actes Sud) – 2014; Fassung der Uraufführung 1913
- Klaus Mäkelä, Orchestre de Paris (Decca) – 2023

Fast alle alten Aufnahmen wurden mehrfach wiederveröffentlicht und sind heutzutage auf CD erhältlich.

## Adaptionen
- Im Walt-Disney-Trickfilm Fantasia (1940) wurde der Sacre als Begleitmusik für ein Segment verwendet, das von der Entstehung der Erde und dem Aufstieg und Fall der Dinosaurier handelt.
- Im Projekt Rhythm Is It! erarbeiteten 250 Berliner Jugendliche im Jahr 2003 unter der Leitung des Tanzpädagogen Royston Maldoom eine Aufführung des Sacre mit den Berliner Philharmonikern unter Simon Rattle.
- Der Komponist Stefan Goldmann erstellte eine 2009 veröffentlichte Schnittfassung („Edit“) aus 146 Segmenten, die sich aus mehreren Dutzend historischen Konzertmitschnitten des Sacre zusammensetzt, die Komposition selbst aber werktreu nachbildet.[13]
- Der Regisseur und Fotograf Oliver Herrmann gestaltete 2003 zur Aufnahme der Berliner Philharmoniker unter Simon Rattle einen Film. Herrmann hatte sich von der Musik zu einer Geschichte inspirieren lassen, die in die Welt der Santería-Religion führt. Die Filmpremiere fand 2004 bei den Berliner Filmfestspielen in der Philharmonie mit Orchesterbegleitung statt.
- Der österreichische Komponist Bernhard Gander schrieb mit dem Ensemble-Werk Take Death (2013) die Geschichte des Sacre fort, so dass die geopferte Jungfrau aus der Unterwelt auf die Erde zurückkehrt und fürchterliche Rache an ihren Peinigern übt. Das Stück, das ansonsten im Kontext der Neuen Musik zu verorten ist, hat auch Anleihen an elektronische Tanzmusik und Death Metal. Es wurde im Rahmen des Musikfests Le Sacre du Printemps 2013 an der Alten Oper Frankfurt durch das Ensemble Modern unter Dirigent Franck Ollu uraufgeführt.
- Die britische New-Wave-Band Siouxsie and the Banshees hat aus Le sacre du printemps einen Auszug aus „The Rite of Spring“, in der Einleitung vor dem Konzertopener Israel gespielt.

## Filme
- 1913: Der Tanz auf dem Vulkan. Das Jahr von „Sacre du Printemps“. (Alternativtitel: 1913: Danse sur un volcan. L'année du «Sacre du Printemps».) Dokumentarfilm, Deutschland, 2013, 90 Min., Konzept: Dag Freyer, Produktion: broadview.tv, Arte, ZDF, Reihe: 100 Jahre Sacre du Printemps, Erstsendung: 29. Mai 2013 bei Arte. In elf Kapiteln wird der zeitgeschichtliche Hintergrund des Ballettstücks interpretiert.[15]

- 100 Jahre Sacre du Printemps. Über die Geschichte des Sacre du Printemps. Dokumentarfilm, Deutschland, 2013, 26 Min., Buch und Regie: Olivier Simonnet, Produktion: Arte France, Reihe: 100 Jahre Sacre du Printemps, Erstsendung: 29. Mai 2013 bei arte,[16] von musik heute.

- Gala. 100 Jahre Sacre du Printemps. Die Originalchoreographie von Nijinsky. Direktübertragung aus dem Théâtre des Champs-Élysées, Frankreich, Ballett und das Orchester des Sankt Petersburger Mariinski-Theaters unter der musikalischen Leitung von Waleri Gergijew, 33:40 Min., 2013, Produktion: Arte France, Camera lucida productions, Erstsendung: 29. Mai 2013 bei Arte,[16] von musik heute. Choreographie rekonstruiert von Millicent Hodson (1987), Bühne und Kostüme rekonstruiert von Kenneth Archer (1987).

- Coco Chanel & Igor Stravinsky. Spielfilm, Frankreich, 2009, 115 Min., Buch: Chris Greenhalgh, Regie: Jan Kounen.  Der Spielfilm beginnt mit einer Rekonstruktion der Uraufführung vor und hinter den Kulissen.

- Pina. Deutschland 2011, Dokumentarfilm von Wim Wenders über Pina Bausch und das Tanztheater Wuppertal mit Ausschnitten ihrer Aufführung und Interpretation des Werkes.